# Sliema Wanderers Football Club 2011-2012
Questa voce raccoglie le informazioni riguardanti lo Sliema Wanderers Football Club nelle competizioni ufficiali della stagione 2011-2012.

## Rosa
Fonte:
| N. |                  | Ruolo | Calciatore           |
| -- | ---------------- | ----- | -------------------- |
|    | Malta (bandiera) | P     | Henry Bonello        |
|    | Malta (bandiera) | P     | Anthony Curmi        |
|    | Malta (bandiera) | D     | Clifford Baldacchino |
|    | Malta (bandiera) | D     | Steve Bezzina        |
|    | Malta (bandiera) | D     | Josef Mifsud         |
|    | Malta (bandiera) | D     | Alex Muscat          |
|    | Malta (bandiera) | D     | Giuseppe Muscat      |

| N. |                       | Ruolo | Calciatore        |
| -- | --------------------- | ----- | ----------------- |
|    | Montenegro (bandiera) | C     | Nikola Bogdanović |
|    | Bulgaria (bandiera)   | C     | Rumen Galabov     |
|    | Malta (bandiera)      | C     | Ryan Grech        |
|    | Malta (bandiera)      | C     | Mark Scerri       |
|    | Malta (bandiera)      | A     | Trevor Cilia      |
|    | Camerun (bandiera)    | A     | Anicet Eyenga     |